# Зерноїд савановий
Зерноїд савановий (Sporophila pileata) — вид горобцеподібних птахів родини саякових (Thraupidae). Мешкає в Південній Америці. Раніше вважався конспецифічним зі строкатоволим зерноїдом, однак був визнаний окремим видом у 2012 році.

## Опис
Довжина птаха становить 10 см, вага 7,6-10 г. Виду притаманний статевий диморфізм. Під час сезону розмноження у самців верхня частина голови чорна, верхня частинатіла сірувато-бура, крила і хвіст сірувато-чорні, на крилах невеликі білі "дзеркальця". Горло і щоки білі, нижня частина тілі білувата з рожевувати відтінком. Під час негніздового періоду забарвлення самців подібне до забарвлення самиць. Самиці мають переважно оливково-коричневе забарвлення, живіт у них світліший, крила чорнуваті з коричневими краями.

## Поширення і екологія
Саванові зерноїди мешкають в центральній і південній Бразилії (від півдня Мату-Гросу і Мінас-Жерайсу на південь до заходу Ріу-Гранді-ду-Сул), на сході Парагваю, на північному сході Аргентини (Місьйонес, Коррієнтес), локально на півночі Уругваю та на крайньому північному сході Болівії. Південні популяції в лютому мігрують на північ, повертаючись назад в листопаді. Саванові зерноїди живуть у саваннах серрадо, в сухих чагарниках заростях, на луках і пасовищах. Зустрічаються парами, на висоті до 1100 м над рівнем моря. Під час негніздового період утворюють зграйками. Гніздо чашоподібне, зроблене з трави і павутиння, розміщуються на висоті від 15 до 73 см над землею, над водою або вологим ґрунтом. В кладці від 1 до 3 яєць.